# Niedersachsens lantdag

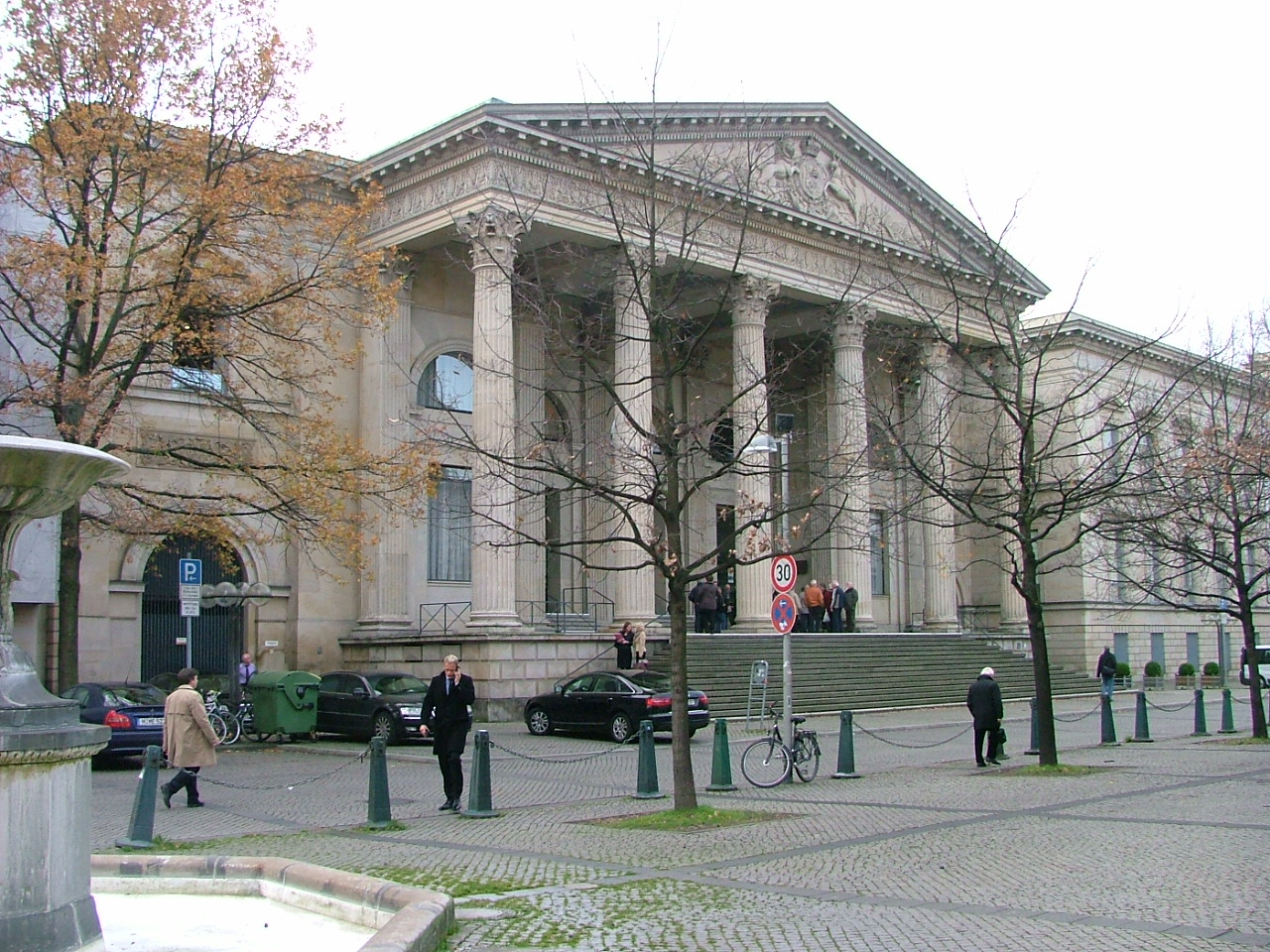
Niedersachsens lantdag sammanträder sedan 1962 i Leineschloss i centrala Hannover.

Niedersachsens lantdag (tyska: Niedersächsischer Landtag) är delstatsparlamentet i det tyska förbundslandet Niedersachsen, med säte i förbundslandets huvudstad Hannover. 

## Bakgrund
Lantdagen existerar i sin nuvarande form sedan förbundslandets bildande i den brittiska ockupationszonen 1946, med de första allmänna valen i april 1947. Den ersatte då de provisoriska lantdagarna i Niedersachsens föregångare Fristaten Oldenburg, Fristaten Braunschweig, Provinsen Hannover och Fristaten Schaumburg-Lippe. Sedan 1962 har lantdagen Leineschloss, det tidigare kungliga slottet i stadens centrum, som sina lokaler.

## Val
Val till lantdagen sker vart femte år, enligt samma princip som valet till Tysklands förbundsdag, med ett tvåröstsystem där kandidater väljs både i enmansvalkretsar och med utjämning till proportionell representation med kandidater från partilistor. Antalet mandat är som lägst 135 men kan i för att uppnå utjämning till proportionell representation, i fall där enmansvalkretsarna givit upphov till överhängsmandat, utökas med så kallade utjämningsmandat. Det senaste valet hölls i oktober 2022. Största parti i den nuvarande lantdagen är socialdemokratiska SPD med 57 av 146 mandat, följt av CDU (47 mandat), Die Grünen (24) och Alternativ för Tyskland (18).